# Christian Jebe
Christian Fredrik Jebe (* 23. Juni 1876 in Oslo; † 24. März 1946 ebenda) war ein norwegischer Segler.

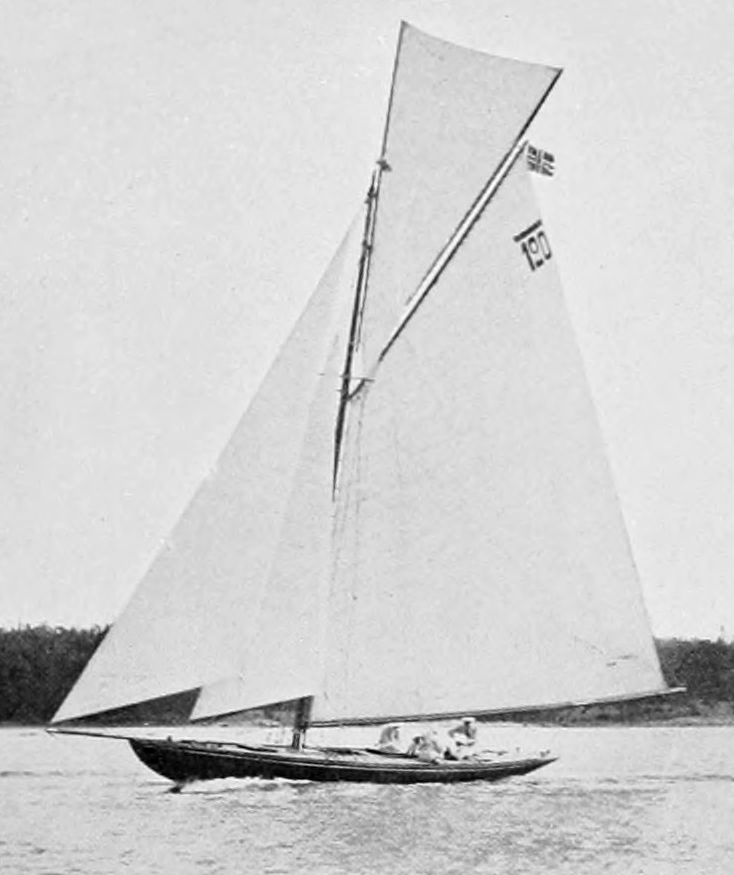
8mR-Yacht Taifun, Goldmedaille 1912

## Erfolge
Christian Jebe, der für den Kongelig Norsk Seilforening (KNS) segelte, wurde 1912 in Stockholm bei den Olympischen Spielen in der 8-Meter-Klasse Olympiasieger. Er war Crewmitglied der Taifun, die in beiden Wettfahrten der Regatta den ersten Platz belegte und damit den Wettbewerb vor dem schwedischen Boot Sans Atout von Skipper Bengt Heyman und dem finnischen Boot Lucky Girl von Skipper Bertil Tallberg gewann. Zur Crew der Taifun gehörten außerdem Thomas Aass, Andreas Brecke und Torleiv Corneliussen. Skipper des Bootes war Thoralf Glad.